# Комиссии обоих народов
Комиссии обоих народов (бел. Камісіі абодвух народаў) — центральные коллегиальные органы государственной власти Речи Посполитой, общие для Короны Королевства Польского и Великого княжества Литовского: Военная комиссия обоих народов, Комиссия полиции обоих народов, Казённая комиссия обоих народов.
Созданы Четырёхлетним сеймом (1788—1792). Упразднены в 1792 году Тарговицкой конфедерацией. Гродненский сейм (1793) восстановил отдельные комиссии для Короны и княжества.